# Alfredo Villegas Arreola
Alfredo Villegas Arreola (Sinaloa, 12 de enero de 1951) es un político mexicano, miembro del Partido Revolucionario Institucional, ha sido en cuatro ocasiones diputado federal.
Alfredo Villegas Arreola es Ingeniero en Comunicaciones y Electrónica egresado de la Escuela Superior de Ingeniería Mecánica y Eléctrica (ESIME) del Instituto Politécnico Nacional, además realizó estudios en Administración en el Instituto de Estudios Superiores en Administración Pública. Ha desarrollado su carrera política tanto en el estado de Sinaloa como en el Distrito Federal.
1978	1981	Asesor en la SEP.
1982	1982	Asesor general de la Comisión Coordinadora para la instalación del municipio de Navolato, Sinaloa.
1982	1982	Asesor de la Dirección General de Secundarias Técnicas de la SEP.
Ha sido Secretario General del PRI del Distrito Federal en 1981 y miembro del comité ejecutivo nacional de la Confederación Nacional de Organizaciones Populares de 1984 a 1985, en 1988 fue elegido representante a la Asamblea de Representantes del Distrito Federal por el XXIV Distrito Electoral Local del Distrito Federal hasta 1991, año en que a su vez fue elegido diputado federal por el XXIV Distrito Electoral Federal del Distrito Federal a la LV Legislatura que culminó en 1994, presidente del PRI en Sinaloa de 1995 a 1997, electo por segunda ocasión diputado federal por el III Distrito Electoral Federal de Sinaloa a la LVII Legislatura de 1997 a 2000, de 2001 a 2002 fue delegado del Instituto de Seguridad y Servicios Sociales de los Trabajadores del Estado (ISSSTE) en Sinaloa. Por tercera ocasión electo diputado federal a la LIX Legislatura por representación proporcional de 2003 a 2006 y por cuarta ocasión por la misma vía a la LXI Legislatura de 2009 a 2012. En la Cámara de Diputados es miembro de las comisiones de Energía, de Fomento Cooperativo y Economía Social y de Pesca.